# Otto Arnholz
Otto Arnholz (* 12. April 1894 in Berlin; † 7. Oktober 1988 in Braunschweig) war ein deutscher Verwaltungsbeamter und Politiker (SPD).

## Leben und Beruf
Nach dem Abitur am Realgymnasium in Luckenwalde studierte Arnholz vier Semester Volkswirtschaft, Rechtswissenschaft, Philosophie und Geschichte an der Universität Berlin. Er nahm als Soldat am Ersten Weltkrieg teil wurde später als Reserveoffizier aus der Reichswehr entlassen.
Arnholz trat 1920 in den Dienst der Reichssteuerverwaltung mit einer Anstellung beim Finanzamt Stettin ein und war seit 1921 Ministerialbeamter im braunschweigischen Landesdienst. Nach der Machtübernahme der Nationalsozialisten wurde er aus politischen Gründen entlassen. Anschließend arbeitete er zunächst als Vertreter, von 1934 bis 1941 als selbständiger Lebensmittelkaufmann, danach in mehreren Betrieben als Abteilungsleiter, Schichtmeister und Einkäufer.
Nach dem Zweiten Weltkrieg wurde Arnholz 1945 zum Hauptreferenten in der Präsidialabteilung des braunschweigischen Staatsministeriums ernannt. In dieser Funktion leitete er den Bereich des Personalwesens.

## Politisches Wirken
Arnholz schloss sich 1920 der SPD an. Er war von 1931 bis 1933 Stadtverordneter der Stadt Braunschweig. 1945/46 war er Landesvorsitzender der SPD Braunschweig und wurde vom 21. Februar 1946 bis 21. November 1946 Mitglied des Ernannten Braunschweigischen Landtages. Im Mai 1946 (Ernennung am 7. Mai 1946) wurde Arnholz als Innenminister in die von Ministerpräsident Alfred Kubel geführte Regierung des Landes Braunschweig berufen. Er war Vorsitzender des Rechtsausschusses, Vorsitzender des Feuerwehrausschusses sowie Vorsitzender des Sozialausschusses. Mit der Bildung des Landes Niedersachsen schied er im November 1946 aus der Regierung aus. Dem Deutschen Bundestag gehörte er seit dessen erster Wahl 1949 bis 1957 an. Im Parlament vertrat er den Wahlkreis Stadt Braunschweig. Von 1949 bis 1953 war er stellvertretender Vorsitzender des Bundestagsausschusses für Beamtenrecht. Ende der 1950er Jahre trat er aus der Partei aus.